# Zandtijgerhaai
De zandtijgerhaai of zandhaai (Carcharias taurus) is een vis uit de familie van de tijgerhaaien (Odontaspididae) en behoort tot de orde van makreelhaaien (Lamniformes). De Engels/Australische bijnaam voor deze haai is grey nurse shark. Soms wordt dit vertaald met grijze verpleegsterhaai. Een verwarrende naam want deze haai behoort niet tot de verpleegsterhaaien (familie Ginglymostomatidae).

## Kenmerken
Deze grote, logge haai is lichtbruin of beige met verspreide donkerbruine vlekken op romp en vinnen. Hij heeft een enorme muil met een vreemd, rafelig uitziend gebit. De twee rugvinnen zijn meer naar achteren geplaatst. De vis wordt geslachtsrijp bij een lengte tussen de 2,2 en 2,3 meter en kan een lengte bereiken van ruim drie meter en een gewicht van ruim 150 kg.

## Leefwijze
Dit dier is in staat om zijn drijfvermogen te reguleren door ingeslikte lucht te bewaren in zijn maag. Hij is geen snelle, maar wel een krachtige zwemmer, die leeft van allerlei vissen, pijlinktvissen en kreeftachtigen.

## Voortplanting
De voortplanting van de tijgerhaai is uniek door zijn ovovivipariteit. De embryo's zijn kannibalistisch. Bij de zandtijgerhaai zijn dan ook nog eens twee verschillende baarmoeders waar eicellen in bevrucht worden. In elke van deze baarmoeders groeien embryo's uit en voeden zich door de aanwezige voedingsstoffen en door de andere eicellen en embryo's op te eten. Dit fenomeen wordt oöfagie of adelfofagie genoemd. Uiteindelijk wordt na een draagtijd van ongeveer 9 maanden een jonge haai geboren.

## Verspreiding en leefgebied
De zandtijgerhaai is een zoutwatervis. De vis prefereert een subtropisch klimaat en komt voor in de Grote, Atlantische en Indische Oceaan. Bovendien komt de zandtijgerhaai voor in de Middellandse Zee. De soort leeft op dieptes tussen 1 en 191 meter.

### Bedreigingen
Deze haai is een uitgesproken draagkrachtstrateeg en krijgt per worp slechts twee jongen die volwassen worden. Daardoor stijgt de populatie heel langzaam en is de zandtijgerhaai zeer gevoelig voor overbevissing. Daardoor zijn op diverse plaatsen de populaties van deze haai afgenomen door beroepsvisserij en sportvisserij met harpoen. Deze haai moet beter beschermd worden en staat daarom als kwetsbaar op de internationale Rode Lijst van de IUCN.

## Relatie tot de mens
De zandtijgerhaai is voor de beroepsvisserij van aanzienlijk belang. In de hengelsport wordt er weinig op de vis gejaagd. De zandtijgerhaai kan met de beet wonden veroorzaken. Deze haai staat nummer vijf op de lijst van het ISAF, met 32 niet uitgelokte aanvallen op mensen (statistieken van 1580 tot 2008), waarvan drie met dodelijke afloop.
In grote aquaria van dierentuinen is deze haai vaak te zien omdat het een van de gemakkelijkst te houden grote haaien is.